# Кар'єр-Мяглово
Кар'єр-Мяглово (рос. Карьер-Мяглово) — містечко у Всеволожському районі Ленінградської області Російської Федерації.
Населення становить 145 осіб. Належить до муніципального утворення Колтушське міське поселення.

## Історія
Від 1 серпня 1927 року належить до Ленінградської області.

## Населення
| 2007 | 2010 | 2017 |
| ---- | ---- | ---- |
| 87   | ↗253 | ↘145 |